# 糙體喉盤魚
糙體喉盤魚（學名：Gobiesox crassicorpus），為輻鰭魚綱喉盤魚目喉盤魚科喉盤魚屬的其中一種，該物種分布於中東太平洋哥斯大黎加海域，本魚呈蝌蚪形，頭寬，凹陷，頭部乳突發達，有的呈指狀，位於上唇中央及邊緣，上唇中央有3個非常小的乳突，吻部上方有4個小乳突，上唇寬，前部比兩側寬得多，後鼻孔在眼前緣上方，前鼻孔有一個簡單的鼻瓣，上頜上有一排不規則的尖齒，每個側齒側有一排牙齒，吸盤大，前面、中間和後面都有乳突，體表和體側佈滿密集的小鏽斑，下表面綠色，背部和臀鰭清晰，具2條棕色條紋，尾部基部深棕色，外側清晰，具2條棕色橫帶，胸鰭略帶棕色斑點，體長可達2.7公分，屬底棲性魚類，棲息在岩礁區，生活習性不明。